# Dióbarna susulyka
A dióbarna susulyka (Inocybe pusio) a susulykafélék családjába tartozó, Európában és Észak-Amerikában honos, lomberdőkben élő, mérgező gombafaj.

## Megjelenése
A dióbarna susulyka kalapja 1-3,5 cm széles, alakja fiatalon kúpos, majd domborúan kiterül, közepén kis púppal. Közepe sima, vagy nagyon finoman bolyhos, szélén sugarasan szálas. Széle idősen beszakadozó. Színe dióbarna, okkerbarna vagy datolyabarna, középen sötétebb. 
Húsa fehér, a tönkben kissé lilás, sérülésre nem változik. Íze nem jellegzetes; szaga kissé spermaszerű. 
Közepesen sűrű lemezei tönkhöz nőttek. Színük fiatalon halványszürke (esetleg lilás árnyalattal), később a spórák érésével barna. 
Tönkje 2-5 cm magas és 0,3-0,6 cm vastag. Alakja hengeres, töve kissé megvastagodott. Felszíne hamvas vagy selymes, színe fehéres-halványszürkés, a csúcsnál lilás árnyalatú. 
Spórapora tompa barna. Spórája elliptikus vagy némileg mandula alakú, sima, mérete 8-11 x 4,5-6µm. 

### Hasonló fajok
A téglavörös susulyka, a borvörös susulyka, a gumós susulyka, a lilatönkű susulyka hasonlíthat hozzá. Pontos meghatározása csak mikroszkóppal lehetséges.  

## Elterjedése és termőhelye
Európában és Észak-Amerikában honos. 
Lomberdőkben, parkokban él, inkább nyirkos, tápanyagban dús talajon. Nyáron és ősszel terem.

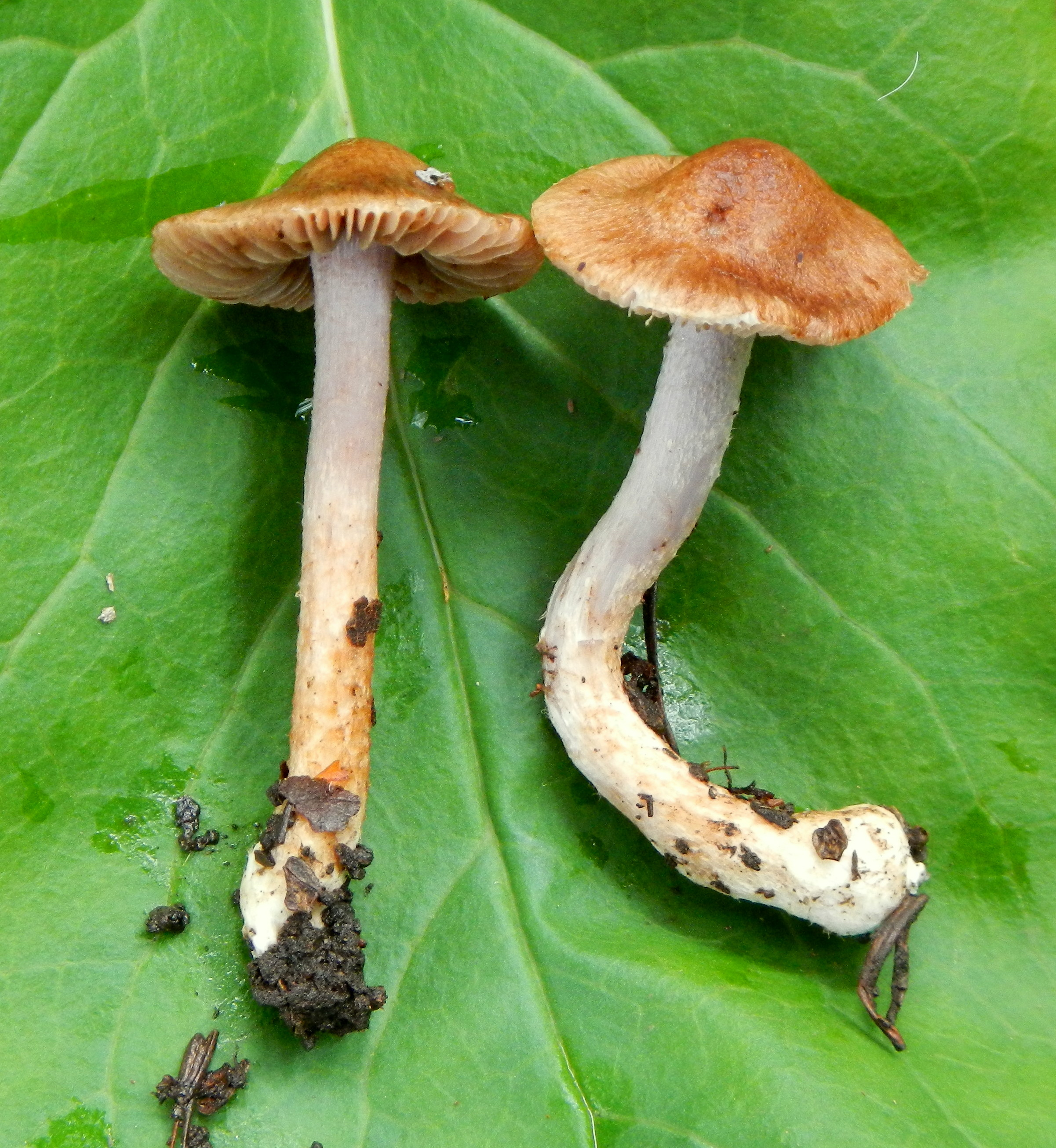
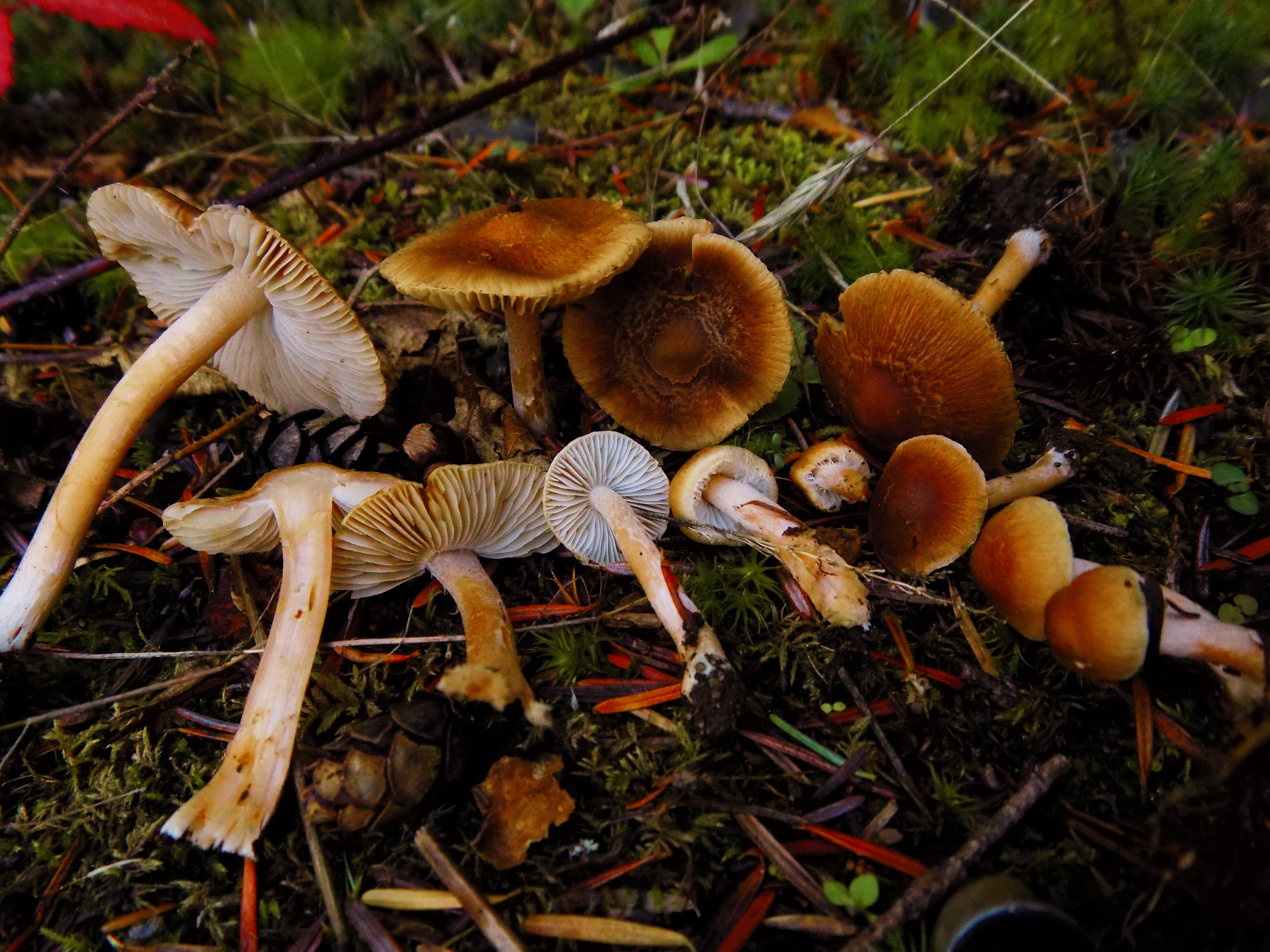

Mérgező, muszkarint tartalmaz.